# Fondo árabe para desarrollo económico y social

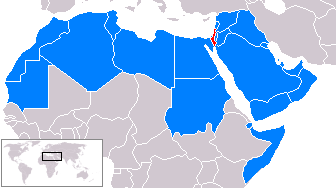
Mapa de la Liga Árabe

El Fondo Árabe para Desarrollo Económico y Social (AFESD por sus siglas en inglés) es una institución financiera de desarrollo panárabe con sede en Kuwait. Todos sus miembros pertenecen a la Liga Árabe. En 2003 contaba con 7300 millones de dólares en activos. El fondo se estableció por acuerdo común del consejo económico y social de la Liga Árabe. Su primera reunión fue el 6 de febrero de 1972. Su presidente actual es Abdulatif Y Al-Hamad.